# Kazimierz Kaniuga
Kazimierz Kaniuga (ur. 29 maja 1919 w Smoligowie, zm. 28 czerwca 1976) – polski rolnik i polityk, poseł na Sejm PRL II, III i IV kadencji.

## Życiorys
Uzyskał wykształcenie podstawowe, z zawodu rolnik. Należał do Zjednoczonego Stronnictwa Ludowego, był członkiem prezydium wojewódzkiego komitetu ZSL w Zamościu. Wieloletni przewodniczący Rolniczej Spółdzielni Produkcyjnej w Smoligowie, a następnie w Trzeszczanach. Pełnił funkcję prezesa zarządu wojewódzkiego Związku Rolniczych Spółdzielni Produkcyjnych w Lublinie.
W 1957, 1961 i 1965 uzyskiwał mandat posła na Sejm PRL w okręgu Tomaszów Lubelski i Zamość (dwukrotnie). W Sejmie II kadencji zasiadał w Komisji Przemysłu Ciężkiego, Chemicznego i Górnictwa, a następnie przez dwie kolejne kadencje w Komisji Komunikacji i Łączności.
Odznaczony Krzyżem Kawalerskim Orderu Odrodzenia Polski.
Pochowany na cmentarzu w Hrubieszowie.